# Mięsień krzyżowo-ogonowy dogrzbietowy boczny
Mięsień krzyżowo-ogonowy dogrzbietowy boczny (łac. musculus sacrocaudalis dorsalis lateralis) – mięsień występujący u części ssaków.
Jest to mięsień podłużny ogona, zbudowany z wielu segmentów. Wytwarza liczne, drobne ścięgna, dochodzące do powierzchni bocznych dalszych  kręgów ogonowych. Przylega bocznie do mięśnia krzyżowo-ogonowego dogrzbietowego przyśrodkowego.
U mrównika mięsień ten jest nieregularnie ułożony.
U królika jest on duży i posiada wyraźny brzusiec. Nie przekracza połowy długości ogona (omyka), jednak jego włókna ścięgniste sięgają prawie jego końca.
U psa (drapieżne) jest on przedłużeniem mięśnia najdłuższego.
U koni i przeżuwaczy mięsień ten bierze swój początek na bocznej powierzchni kości krzyżowej.